# 500ウォン硬貨
500ウォン硬貨（ハングル: 오백원 동전; ハンチャ: 五百圓 銅錢; RR: Obaegwon dongjeon; MR: Obaegwŏn tongjŏn）は、大韓民国の中央銀行である韓国銀行が発行する大韓民国ウォン硬貨の一つ。

## デザイン
表面には韓国を生息地とする渡り鳥タンチョウが描かれており、裏面にはハングルで500ウォン（오백원）と鋳造年、発行者である韓国銀行（한국은행）の名前が刻まれている。500ウォン硬貨は白銅貨（銅75%、ニッケル25%）であり、重さ7.70g、直径26.50mm、厚み2.00mmで、側面には120リードの溝（ギザギザ）が彫られている。タンチョウは飛んでいるような姿で描かれており、これは「第二の経済的飛躍」と「韓国の国際社会における飛躍」の意味が込められている。

## 歴史
1982年1月21日、韓国銀行は既存の500ウォン紙幣を500ウォン硬貨に置き換える計画を承認し、1982年6月21日に最初の500ウォン硬貨を発行した。1983年1月15日、韓国銀行は1ウォン硬貨、5ウォン硬貨、10ウォン硬貨、50ウォン硬貨、100ウォン硬貨を発行し、500ウォン硬貨に合わせてデザイン形式を変更した。
韓国銀行は1998年に当初、約5,600万枚の500ウォン硬貨の発行を計画していたが、IMFによる韓国救済に伴う韓国への要求の一環として韓国各地で硬貨の回収が行われることになり、計画は中止され、記念硬貨のセットとして約8,000枚が供給されるにとどまった。このため、1998年に発行された500ウォン硬貨のうち、市場で流通していると推定されるのは約1,000枚であり、希少性が高いため、1コインあたり数十万ウォンの価格で取引されている。

## 偽造問題

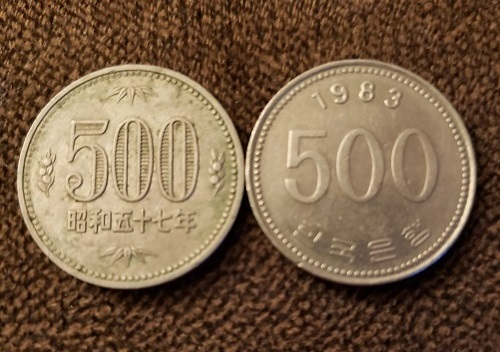
500ウォン硬貨（右）と500円硬貨（左）

1990年代後半の日本では、韓国の500ウォン硬貨は、形、サイズ、材質、重量で、日本の500円硬貨（500円硬貨の組成：銅貨（銅75%、ニッケル25%）、重量：7.20g、直径：26.5mm）に似ており、自動販売機等で不正に使用されていた。偽造500ウォン硬貨は、主に電気ドリルでコインの表面を剃ったり穴を開けたりして重量を減らすことが多く、犯罪者は韓国の偽造500ウォン硬貨を日本の各地に設置された自動販売機に入れ、返金レバーを回して日本の500円硬貨に交換する方法を使用していた。1997年に警察が押収した500ウォン硬貨は14,000枚に上り、これらの事件が多発したことにより一部の自動販売機ではしばらく500円硬貨の利用ができなかった。
そして1999年には、日本政府が500円白銅貨の鋳造を取りやめることを決定した。2000年にニッケル黄銅（組成：銅72%、亜鉛20%、ニッケル8%、重量7.00g、厚さ26.5mm）の2代目500円硬貨が発行された。それでも見た目が酷似しており、代金として誤って受け取ってしまう事例が相次いだこともあり、2021年にはバイカラー・クラッド貨の3代目500円硬貨が発行され、誤認・偽造防止が強化されている。

## 脚註
1. ↑  “200萬(만)개 풀었어도 보기힘든 500원鑄貨(주화)”. 京郷新聞. (1982年6月24日) 2020年10月25日閲覧。
2. ↑  “돈…圖案(도안) 바꾼다”. 朝鮮日報. (1983年1月16日) 2020年10月25日閲覧。
3. ↑  “[O2/커버스토리1998년생 500원짜리 동전 실종사건”]. 東亜日報. (2012年6月9日) 2020年10月25日閲覧。
4. ↑  “돈 내년에 모두 바뀐다”. 毎日経済新聞. (1983年1月22日) 2020年11月3日閲覧。
5. ↑  “5백원짜리 鑄貨(주화) 6월12일에 발행”. 毎日経済新聞. (1983年5月27日) 2020年11月3日閲覧。
6. ↑  “1百(백)원짜리등 5種鑄貨(종주화) 발행 文字(문자)배열통일 英文(영문)표기 없애”. 京郷新聞. (1983年1月14日) 2020年11月3日閲覧。
7. ↑  “"1998년도 500원 있으세요?" 팔면 100만원!”. MoneyToday. (2012年6月15日) 2020年10月25日閲覧。
8. ↑  “1998년 만들어진 500원 동전 본 적 있나요?”. Yonhap News Agency. (2018年3月23日) 2020年10月25日閲覧。
9. ↑  “일본, 변조된 500원 한국 동전의 유통 급증”. MBC Newsdesk. (1997年8月25日) 2020年10月3日閲覧。
10. ↑  “500원짜리 동전을 일본 500엔짜리 변조해 일본으로 밀반출해온 일당, 경찰 검거”. KBS News. (1999年10月27日) 2020年10月3日閲覧。
11. ↑  “500원짜리 동전을 일본 500엔짜리 동전 변조 유통시킨 일당 경찰 검거”. KBS News. (2000年2月28日) 2020年10月3日閲覧。
12. ↑  “500円玉のはずが“500ウォン”「気付かない」各地で被害…価値10分の1　過去にも悪用”. テレ朝ニュース. (2024年10月21日) 2024年10月21日閲覧。
13. ↑  “500원 동전, 일본에서 500엔으로 불법 유통돼”. MBC Newsdesk. (1997年3月12日) 2020年10月3日閲覧。
14. ↑  “변조 500원 동전으로 일본 자판기서 15억 챙긴 일당 검거”. MBC Newsdesk. (2000年2月28日) 2020年10月3日閲覧。
15. ↑  “日 변조막기위해 새 500엔 동전 검토”. Yonhap News Agency. (1999年11月21日) 2020年10月3日閲覧。
16. ↑  “주화 이야기 - 500원, 우리나라가 먼저 만들었다”.   Bank of Korea (2018年3月16日). 2020年10月3日閲覧。
17. ↑  “偽造五百円硬貨相次ぎ見つかる　新硬貨発行前の駆け込みか” (2020年12月25日). 2020年12月25日閲覧。